# Anders Worm
Anders Worm (født 1973) er en dansk tegner og animationsinstruktør bosat i Stockholm i Sverige. Han blev uddannet på Den Danske Filmskole. Hans afgangsfilm Fuldmåne Vanvid (engelsk: Fat Moon Rising) blev udtaget til den fireoghalvtredsenstyvende filmfestival i Cannes i 2001 i kategorien Cinéfondation. Har bl.a. været tilknyttet Filmforsyningen, Tegnedrengene, A. Film, ASA film og Happy Life AB (SF). 2023 udkom tegneserien Cassiopeias nye stjerne på forlaget Fahrenheit i samarbejde med Tycho Brahe Museet på Hven.